# (10201) Korado
(10201) Korado es un asteroide perteneciente al cinturón de asteroides, descubierto el 12 de julio de 1997 por el equipo del Observatorio Astronómico de Farra d'Isonzo desde el Observatorio Astronómico de Farra d'Isonzo, Farra d'Isonzo, Italia.

## Designación y nombre
Designado provisionalmente como 1997 NL6 . Fue nombrado Korado en honor al astrónomo croata Korado Korlević que dirige el equipo de astrónomos aficionados en el Observatorio Visnjan en Croacia y se ha implicado con entusiasmo con las observaciones de asteroides, cometas y meteoritos.

## Características orbitales
Korado está situado a una distancia media del Sol de 2,192 ua, pudiendo alejarse hasta 2,605 ua y acercarse hasta 1,778 ua. Su excentricidad es 0,188 y la inclinación orbital 4,426 grados. Emplea 1185 días en completar una órbita alrededor del Sol.

## Características físicas
La magnitud absoluta de Korado es 15,3. Tiene 2,34 km de diámetro y su albedo se estima en 0,169.